# Mary Tinney
Mary Catherine Tinney († 22. November 2006 in Dublin) war eine irische Diplomatin.
1973 wurde sie zur irischen Botschafterin in Schweden und Finnland ernannt. Tinney war damit die erste Frau, die Irland im Rang eines Botschafters vertrat. Während ihrer weiteren diplomatischen Karriere war sie Botschafterin in Polen, Belgien und Kenia.